# Stob Poite Coire Ardair
Der Stob Poite Coire Ardair ist ein 1.054 m (3.458 ft) hoher, als Munro eingestufter Berg in Schottland. Sein gälischer Name kann in etwa mit Spitze des Kessels des hohen Kars übersetzt werden.  Der Gipfel liegt in der Council Area Highland gut 20 Kilometer westlich von Dalwhinnie und etwa 20 Kilometer nordöstlich von Spean Bridge oberhalb von Loch Laggan und dem Glen Spean.

## Beschreibung
Durch einen markanten und weithin sichtbaren Einschnitt am Talschluss des Coire Ardair, der als The Window bezeichnet wird, ist der Stob Poite Coire Ardair von seinem südwestlich liegenden Nachbarn, dem 1128 Meter hohen Creag Meagaidh, getrennt. Beide Berge rahmen mit ihren Wänden das Coire Ardair ein, das sich nach Osten öffnet und dann südlich abknickend zum Loch Laggan öffnet. Während der Creag Meagaidh ein breites Gipfelplateau aufweist, ist der Stob Poite Coire Ardair der höchste Punkt des Grats, der sich vom Window nach Nordosten erstreckt und das Coire Ardair auf dieser Seite begrenzt. Auf dieser Seite fällt der Grat steil und teils mit Felswänden und Schrofen ab, dagegen läuft er auf der Nordseite mit wenigen Ausnahmen deutlich flacher in das im Norden parallel zum Grat verlaufende Tal des Spey. Östlich des Hauptgipfels des Stob Poite Coire Ardair liegt ein zweiter, mit 1051 Metern nur geringfügig niedriger Gipfel, beide sind nur durch eine flache Senke des Grats getrennt. Von diesem laufen zwei Grate auf der Nordseite nach Nordwesten und Nordosten. Östlich dieses Gipfels verengt sich der Grat und weist auch auf der Nordseite steile Felswände auf. Mit dem 993 Meter hohen Coire a’ Chriochairein liegt hier ein weiterer Vorgipfel, an den anschließend sich der Grat deutlich absenkt. Daran schließt sich der Übergang zum benachbarten, 1006 Meter hohen Càrn Liath an.

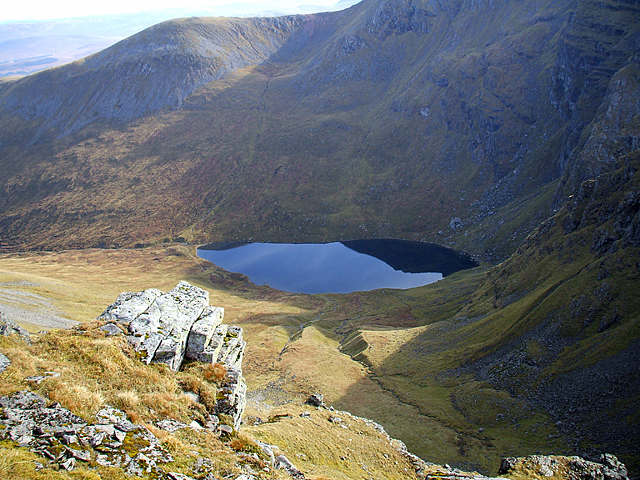
Blick vom Gipfel des Stob Poite Coire Ardair in das Coire Ardair mit dem Lochan a’ Choire
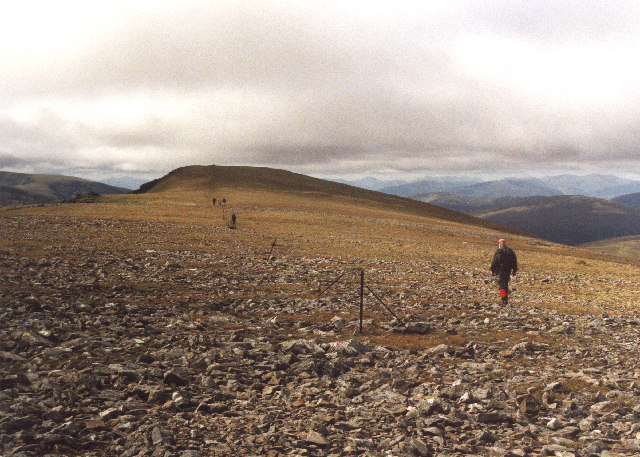
Blick entlang des vom Càrn Liath kommenden Grats nach Westen zum Gipfel des Stob Poite Coire Ardair
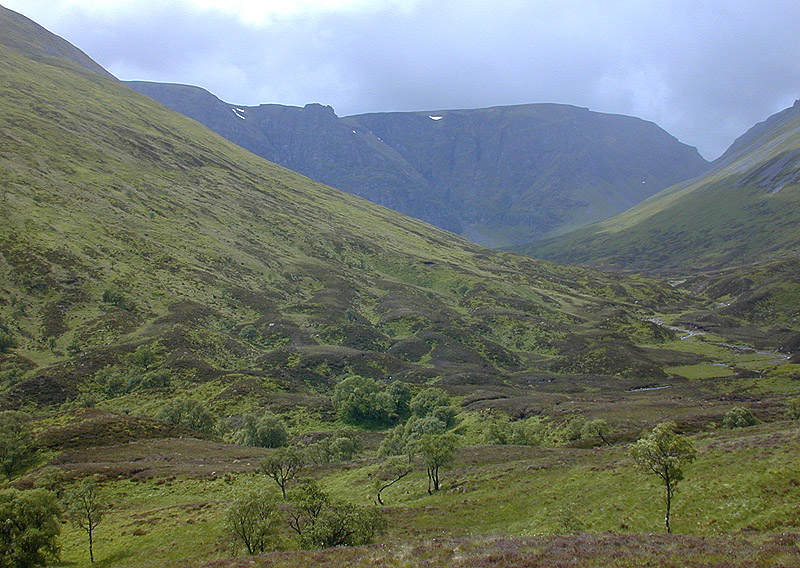
Blick aus dem Coill a’ Choire nach Westen in das Coire Adair und auf den Stob Poite Coire Ardair, links die als the Window bezeichnete Scharte zum benachbarten Creag Meagaidh
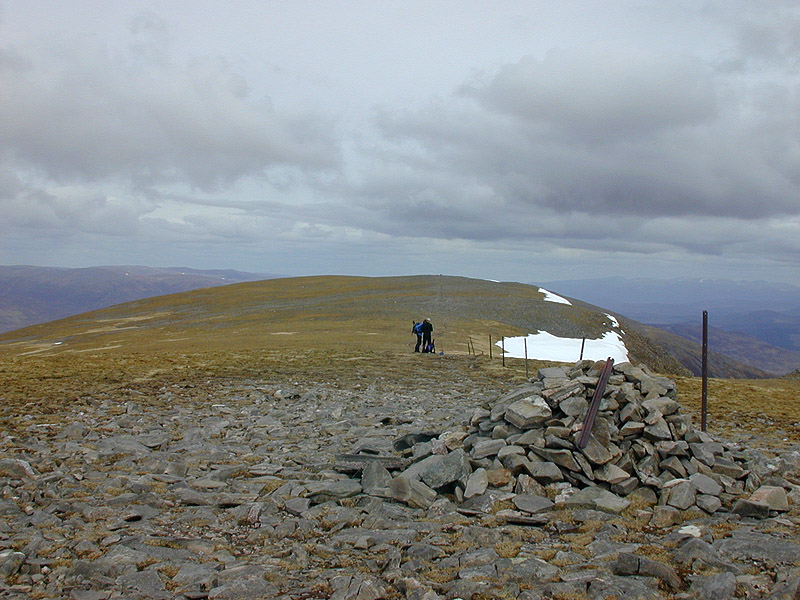
Der Gipfelcairn des Stob Poite Coire Ardair, Blick nach Osten entlang des Grats in Richtung Càrn Liath

## Geschichte
Geologisch sind die Felsen des Stob Poite Coire Ardair wie die des benachbarten Creag Meagaidh Teil der Dalradian Supergroup, eine Abfolge mariner Sedimente und vulkanischer Gesteine, die vor etwa 800 bis 500 Millionen Jahren abgelagert wurden. In der kaledonischen Orogenese wurden die Gesteine der Supergroup aufgefaltet, im Bereich des Creag Meagaidh finden sich auch Intrusionen von Granit aus tieferen Schichten. Die heutige Formen sind ein Ergebnis der letzten Kaltzeit vor gut 18.000 Jahren. Der Stob Poite Coire Ardair gehört wie die umliegenden Berge und Täler aufgrund der reichen Flora und Fauna seit 1986 zur Creag Meagaidh National Nature Reserve, die fast 4000 ha umfasst und von der schottischen Naturschutzbehörde NatureScot verwaltet wird. Auf dem breiten Grat des Stob Poite Coire Ardair herrschen vor allem im Winter arktische Verhältnisse vor, Schneefelder bleiben oft bis in den Sommer liegen. Die Vegetation ist von Moosen und Gräsern geprägt und entspricht in vielem der Vegetation der nordischen Tundra.

## Aufstieg
Die meisten Munro-Bagger besteigen den Stob Poite Coire Ardair im Rahmen einer Rundtour unter Einbeziehung des Càrn Liath und des Creag Meagaidh, die hufeisenförmig um das Coire Ardair führt. Ausgangspunkt ist ein Parkplatz bei der kleinen Ansiedlung Aberarder an der A86. Von dort führt der Zustieg in das Coire Ardair und dann entweder über den Südgrat des Càrn Liath auf dessen Gipfel und weiter zum Stob Poite Coire Ardair oder über den Südostgrat des Creag Meagaidh und dessen Gipfelplateau zum als The Windows bezeichneten Bealach. Der direkte Zustieg führt durch das Coire Ardair und an dessen Talschluss steil ansteigend bis The Windows am Westende des Gipfelgrats, über den mit kurzem Aufstieg der höchste Punkt erreicht werden kann. 